# Wereldkampioenschappen skeleton 2016
De wereldkampioenschappen skeleton 2016 werden gehouden van 14 tot en met 21 februari 2016 in Igls, Oostenrijk. Er stonden drie onderdelen op het programma. Tegelijkertijd werden de wereldkampioenschappen bobsleeën afgewerkt.

## Wedstrijdschema
| Onderdeel         | 14 februari | 18 februari | 19 februari | 20 februari |
| ----------------- | ----------- | ----------- | ----------- | ----------- |
| Mannen            |             | run 1 en 2  | run 3 en 4  |             |
| Vrouwen           |             |             | run 1 en 2  | run 3 en 4  |
| Landenwedstrijd * | Alle runs   |             |             |             |

* In de landenwedstrijd worden per team twee (2-mans)bobslee- en twee skeleton-runs gedaald.

## Medailles
| Onderdeel | Goud | Goud                                                                                     | Zilver  | Zilver | Brons | Brons                                                                                            |
| --------- | ---- | ---------------------------------------------------------------------------------------- | ------- | --- | ----- | ------------------------------------------------------------------------------------------------ |
| Mannen    | LAT  | Martins Dukurs                                                                           | RUS KOR | Aleksandr Tretjakov Yun Sung-bin                                                                                 |       |                                                                                                  |
| Vrouwen   | GER  | Tina Hermann                                                                             | AUT     | Janine Flock | RUS   | Jelena Nikitina                                                                                  |
| Team      | GER  | Axel Jungk Anja Schneiderheinze Annika Drazek Tina Hermann Johannes Lochner Tino Paasche | RUS     | Aleksandr Tretjakov Aleksandra Rodionova Julia Schokschujeva Jelena Nikitina Aleksandr Kasjanov Maxim Mokroussov | AUT   | Matthias Guggenberger Christina Hengster Sanne Dekker Janine Flock Benjamin Maier Dănuț Moldovan |

### Medaillespiegel
| Plaats | Land       | Goud | Zilver | Brons | Totaal |
| 1      | Duitsland  | 2    | 0      | 0     | 2      |
| 2      | Letland    | 1    | 0      | 0     | 1      |
| 3      | Rusland    | 0    | 2      | 1     | 3      |
| 4      | Oostenrijk | 0    | 1      | 1     | 2      |
| 5      | Zuid-Korea | 0    | 1      | 0     | 1      |
| Totaal | Totaal     | 3    | 3      | 3     | 9      |

## Uitslagen
| #                             | Naam                  | Land   | Tijd        |
| 4 runs                        | 4 runs                | 4 runs | 4 runs      |
| ----------------------------- | --------------------- | ------ | ----------- |
| Goud                          | Martins Dukurs        | LAT    | 3.28,84 min |
| Zilver                        | Aleksandr Tretjakov   | RUS    | + 1,13 s    |
| Zilver                        | Yun Sung-bin          | KOR    | + 1,13 s    |
| 4                             | Axel Jungk            | GER    | + 1,87 s    |
| 5                             | Nikita Tregoebov      | GER    | + 2,12 s    |
| 6                             | Tomass Dukurs         | LAT    | + 2,38 s    |
| 7                             | Kilian von Schleinitz | GER    | + 3,09 s    |
| 8                             | Nathan Crumpton       | USA    | + 3,28 s    |
| 9                             | Matthew Antoine       | USA    | + 3,39 s    |
| 10                            | Dominic Parsons       | GBR    | + 3,45 s    |
| 11                            | Michael Zachrau       | GER    | + 3,53 s    |
| 12                            | Pavel Koelikov        | RUS    | + 3,76 s    |
| 13                            | Kyle Brown            | USA    | + 3,86 s    |
| 14                            | Dave Greszczyszyn     | CAN    | + 3,95 s    |
| 15                            | Mattia Gaspari        | ITA    | + 4,21 s    |
| 16                            | David Swift           | GBR    | + 4,36 s    |
| 17                            | Florian Auer          | AUT    | + 4,56 s    |
| 18                            | Alexander Auer        | AUT    | + 4,74 s    |
| 19                            | Barrett Martineau     | CAN    | + 4,91 s    |
| 20                            | Hiroatsu Takahashi    | JPN    | + 5,10 s    |
| Niet geplaatst voor de 4e run |                       |        |             |
| 21                            | Lee Hansin            | KOR    |             |
| 22                            | Marco Rohrer          | SUI    |             |
| 23                            | Ronald Auderset       | SUI    |             |
| 24                            | Rhys Thornbury        | NZL    |             |
| 25                            | Alexander Mutovin     | RUS    |             |
| 25                            | Evan Neufeldt         | CAN    |             |
| 27                            | Ander Mirambell       | ESP    |             |
| 28                            | Joseph Cecchini       | ITA    |             |
| 29                            | Philipp Mölter        | CZE    |             |
| 30                            | Dean Timmings         | AUS    |             |
| 31                            | Mihai Pacioianu       | ROU    |             |
| 32                            | Michał Jakóbczyk      | POL    |             |
| 33                            | Adam Edelman          | ISR    |             |
| 34                            | Denis Lorenčič        | SLO    |             |

| #                             | Naam               | Land   | Tijd        |
| 4 runs                        | 4 runs             | 4 runs | 4 runs      |
| ----------------------------- | ------------------ | ------ | ----------- |
| Goud                          | Tina Hermann       | GER    | 3:36,50 min |
| Zilver                        | Janine Flock       | AUT    | + 0,46 s    |
| Brons                         | Jelena Nikitina    | RUS    | + 0,59 s    |
| 4                             | Marina Gilardoni   | SUI    | + 0,84 s    |
| 5                             | Anne O'Shea        | USA    | + 0,87 s    |
| 6                             | Elisabeth Vathje   | CAN    | + 0,98 s    |
| 7                             | Sophia Griebel     | GER    | + 1,05 s    |
| 8                             | Kimberley Bos      | NED    | + 1,28 s    |
| 9                             | Jacqueline Lölling | GER    | + 1,47 s    |
| 10                            | Katie Uhlaender    | USA    | + 1,86 s    |
| 11                            | Laura Deas         | GBR    | + 1,91 s    |
| 12                            | Lelde Priedulēna   | LAT    | + 1,94 s    |
| 13                            | Jane Channell      | CAN    | + 2,00 s    |
| 14                            | Kim Meylemans      | BEL    | + 2,04 s    |
| 15                            | Joska Le Conté     | NED    | + 3,20 s    |
| 15                            | Kendall Wesenberg  | USA    | + 3,20 s    |
| 17                            | Jaclyn Narracott   | AUS    | + 3,50 s    |
| 18                            | Donna Creighton    | GBR    | + 3,51 s    |
| 19                            | Lanette Prediger   | CAN    | + 3,93 s    |
| 20                            | Joelia Kanakina    | RUS    | + 4,16 s    |
| Niet geplaatst voor de 4e run |                    |        |             |
| 21                            | Anastasia Shlapak  | RUS    |             |
| 22                            | Carina Mair        | AUT    |             |
| 23                            | Takako Oguchi      | JPN    |             |
| 24                            | María Montejano    | ESP    |             |
| 25                            | Katie Tannenbaum   | ISV    |             |
| 26                            | Marta Orłowska     | POL    |             |

### Landenwedstrijd
Eerst ging de skeletonner van start, dan de tweevrouwsbob, vervolgens de skeletonster en tot slot de tweemansbob
| #      | Land    | Naam | Tijd        |
| 4 runs | 4 runs  | 4 runs | 4 runs      |
| ------ | ------- | --- | ----------- |
| Goud   | GER I   | Axel Jungk Anja Schneiderheinze & Annika Drazek Tina Hermann Johannes Lochner & Tino Paasche                         | 3.31,47 min |
| Zilver | RUS I   | Aleksandr Tretjakov Aleksandra Rodionova & Julia Schokschujeva Jelena Nikitina Aleksandr Kasjanov & Maxim Mokroussov | + 0,65 s    |
| Brons  | AUT I   | Matthias Guggenberger Christina Hengster & Sanne Dekker Janine Flock Benjamin Maier & Dănuț Moldovan                 | + 1,46 s    |
| 4      | GER II  | Michael Zachrau Stephanie Schneider & Anne Lobenstein Jacqueline Lölling Nico Walther & Jannis Bäcker                | + 1,58 s    |
| 5      | CAN I   | Dave Greszczyszyn Kaillie Humphries & Kasha Lee Jane Channell Justin Kripps & Ben Coakwell                           | + 1,88 s    |
| 6      | USA II  | Kyle Brown Jamie Greubel Poser & Terra Evans Kendall Wesenberg Nick Cunningham & James Reed                          | + 2,08 s    |
| 7      | USA I   | Matthew Antoine Elana Meyers Taylor & Lauren Gibbs Anne O'Shea Steven Holcomb & Samuel McGuffie                      | + 2,16 s    |
| 8      | CAN II  | Barrett Martineau Alysia Rissling & Julia Corrente Elisabeth Vathje Chris Spring & Samuel Giguere                    | + 2,26 s    |
| 9      | GBR I   | Dominic Parsons Mica McNeill & Aleasha Kiddle Laura Deas Bruce Tasker & John Baines                                  | + 2,32 s    |
| 10     | INT II  | Evan Neufeldt Christine de Bruin & Janine McCue Katie Uhlaender Justin Olsen & Evan Weinstock                        | + 2,48 s    |
| 11     | INT III | Nathan Crumpton Katie Eberling & Kristen Hurley Lanette Prediger Nick Polonato & Cameron Stones                      | + 2,76 s    |
| 12     | INT I   | Evan Neufeldt Christine de Bruin & Janine McCue Katie Uhlaender Justin Olsen & Evan Weinstock                        | + 2,82 s    |
| 13     | AUT II  | Alexander Auer Katrin Beierl & Victoria Hahn Carina Mair Markus Treichl & Franz Esterhammer                          | + 3,15 s    |
| 14     | RUS II  | Nikita Tregoebov Nadeschda Sergejeva & Julia Jegoschenko Julia Kanakina Nikita Sacharov & Wassily Kondratenko        | + 3,61 s    |

## Organisatie
De organisatie ontving in respectievelijk 2015 en 2016 een subsidie van € 210.000 en € 40.000 vanuit de federale overheid van Oostenrijk, in het kader van een subsidieregeling voor grote sportevenementen. Daarnaast ontving de organisatie van de deelstaat Tirol € 340.000 subsidie (2015: € 210.000; 2016: € 130.000) vanuit een subsidieregeling voor sportevenementen.